# موسى كليم الدين
سيدنا موسى كليم الدين بن سيدنا زكي الدين (توفي في 22 ربيع الآخر 1122 هـ / 20 حزيران 1710/1711 م، في جام نجر، بالهند) كان الداعي المطلق السادس والثلاثين من طائفة البهرة الداوودية في الإسلام. خلف الداعي الخامس والثلاثين سيدنا عبد الطيب زكي الدين في المنصب الديني. وكانت فترة دعوته من 1110 – 1122 هـ والتي توافق 1692 – 1711 م .

## العائلة
وُلد سيدنا موسى في فترة دعوة سيدنا إسماعيل بدر الدين الأول والده هو سيدنا عبد الطيب زكي الدين الثاني ووالدته هي فاطمة عيساهيبا. كان شقيقه سيدي الشيخ آدم صفي الدين وخلفه ابنه سيدنا نور محمد نور الدين. إن سيدنا موسى كليم الدين كان من عائلة مولايا تارمال (تُعرف بـ"بهارمال").

## الحياة
نقل سيدنا إسماعيل بدر الدين المعرفة إلى سيدنا موسى. تلقى سيدنا موسى تعليمه لاحقًا في المؤسسة الدينية التي يرأسها سيدي خانجي فير. لعب سيدنا موسى دورًا نشطًا في الإدارة بعد أن خلف والده منصب الداعي.
أصبح سيدنا موسى كليم الدين الداعي المطلق عام 1110 هـ (الموافق 1692 م).
كان في حالة من الضيق الشديد بسبب مضايقات حاكم جامناجار مما أدى إلى تدهور صحته بسرعة.

## الخلافة
عيّن موسى كليم الدين سيدنا نور محمد نور الدين خلفًا له في أحمد آباد أثناء زيارته وأيضًا عند فراش وفاته.

## قراءة إضافية
- دفتري، فرهاد، الإسماعيليون وتاريخهم وعقيدتهم (فصل -الإسماعيلية المستعلية-ص). 300-310)
- ليثان، يونغ، الدين، التعلم والعلم
- باخاراش، جوزيف دبليو ميري، الحضارة الإسلامية في العصور الوسطى

| ألقاب شيعيَّة                                                   | ألقاب شيعيَّة                                                  | ألقاب شيعيَّة             |
| ------------------------------------------------------------- | ------------------------------------------------------------ | ----------------------- |
| موسى كليم الدين الداعي المطلقولد: - توفي: 1710/1711 م جام نجر |                                                              |                         |
| سبقه عبد الطيب زكي الدين الثاني                               | الداعي المطلق السادس والثلاثون (36) 1110–1122 هـ/1692–1711 م | تبعه نور محمد نور الدين |